# Konrad Ehrich
Konrad Friedrich Ehrich (* 13. Juli 1888 in Berlin; † 29. April 1945 in Berlin-Zehlendorf) war ein deutscher Ministerialbeamter in der Reichskanzlei.

## Leben
Seit 1906, dem Beginn seiner Beamtenlaufbahn, war Ehrich in der preußischen Justizverwaltung tätig. In den Jahren 1909 bis 1910 leistete Ehrich Militärdienst als Einjährig-Freiwilliger. Im Januar 1913 wurde er zum Leutnant der Reserve befördert. Während der Gesamtzeit des Ersten Weltkrieges leistete er den Kriegsdienst in der Kriegsjustizverwaltung. Im Mai 1918 wurde er Oberleutnant der Reserve.
Im Jahr 1920 wurde er zum Regierungsoberinspektor befördert. Seit 1923 war Ehrich Ministerialamtmann im Reichswirtschaftsministerium und seit 1926 in der Reichskanzlei als Ministerialamtmann im höchsten Rang des mittleren Dienstes beschäftigt.
Zum 1. Januar 1932 trat er der NSDAP bei (Mitgliedsnummer 856.048). In der Zeit des Nationalsozialismus war er von 1933 bis 1937 Regierungsrat unter Kanzleichef Hans Heinrich Lammers, dessen offizieller Amtsvertreter er bei der Eröffnung der Richard-Wagner-Festspiele in Bayreuth am 16. Februar 1939 war. Ehrich war zuständig für „Unterstützungsgesuche privater Personen“ und „Durchgangssachen“. Zum 1. Januar 1937  wurde er zum Oberregierungsrat befördert.
Zuletzt war er seit Dezember 1938 als Ministerialrat in der Reichskanzlei u. a. für die Bevölkerungspost an Adolf Hitler zuständig (Abteilung A) mit Verbindung zum Reichsministerium für Wissenschaft, Erziehung und Volksbildung. In seinen Akten für das Jahr 1945 fanden sich von ihm dreizehn Vermerke mit Hinweisen, dass die Absender als geisteskrank eingestuft wurden. Ehrich galt in der Reichskanzlei als Vertrauensmann der NSDAP.
Ehrich verübte in den letzten Tagen des Zweiten Weltkrieges Suizid.

## Orden und Ehrenzeichen
- Eisernes Kreuz II. Klasse
- Eisernes Kreuz I. Klasse
- Verwundetenabzeichen in Schwarz